# Vũ Văn Mẫu
Vu Van Mau, Vũ Văn Mẫu (Hanói, 1 de marzo de 1914-París, 20 de agosto de 1998), fue un político vietnamita y ex primer ministro de Vietnam del Sur en el gobierno de Dương Văn Minh.

## Biografía

### Primeros años y educación
Nació en Hanói (Vietnam) el 1 de marzo de 1914. 
Viajó exiliado a París en 1988 y falleció en esa ciudad el 20 de agosto de 1998.

### Carrera profesional
Obtuvo el doctorado en Derecho por la Universidad de París, haciendo sus prácticas em abogacía en Hanói. Después de la división de Vietnam en 1954, se desplaza a Saigón con su familia e ingresa a la docencia en la Facultad de Derecho en la Universidad de Saigón, donde más tarde llegaría a ser Decano.
Fue reconocido como un experto en Derecho civil e histórico.
Luego de varios años com catedrático llega al poder judicial en un Juzgado de Saigón. Posteriormente llega a ser Juez de la Corte Superior de Saigón. Durante su carrera y aún en su retiro y exilio, fue autor de un gran número de libros, incluyendo el titulado “Derecho Civil Vietnamita”.

### Carrera política
Vũ Văn Mẫu fue embajador de Vietnam del Sur en Gran Bretaña, Bélgica y Holanda en los años 1960s|sesenta. A comienzo de los años 1970s|setenta, fue elegido Senador de la República, siendo un importante político nacional. 
Fue el último primer ministro de Vietnam del Sur en 1975 bajo la Presidencia de Dương Văn Minh.
| Predecesor: Nguyễn Bá Cẩn | Primer ministro de la República de Vietnam 1975 | Sucesor: cargo abolido (Gobierno Revolucionario Provisional de la República de Vietnam del Sur) |